# بروس إليس بنسون
بروس إليس بنسون (بالإنجليزية: Bruce Ellis Benson)‏ هو فيلسوف أمريكي، ولد في 1960 في إيفانستون في الولايات المتحدة.